# フレデリック10世 (デンマーク王)
- フレデリック10世
- フレデリク10世
- フレゼリク10世

フレデリック10世（デンマーク語: Frederik Ⅹ、1968年5月26日 - ）は、デンマーク国王（在位 : 2024年1月14日 - ）。全名は、フレデリック・アンドレ・ヘンリック・クリスチャン（Frederik André Henrik Christian）。 
デンマーク女王マルグレーテ2世とフランス出身のヘンリック王配の長子（2男のうち長男）。弟にヨアキム王子がいる。
王妃はオーストラリア出身のメアリー。2男2女の4人の王子女がいる。

## 略歴

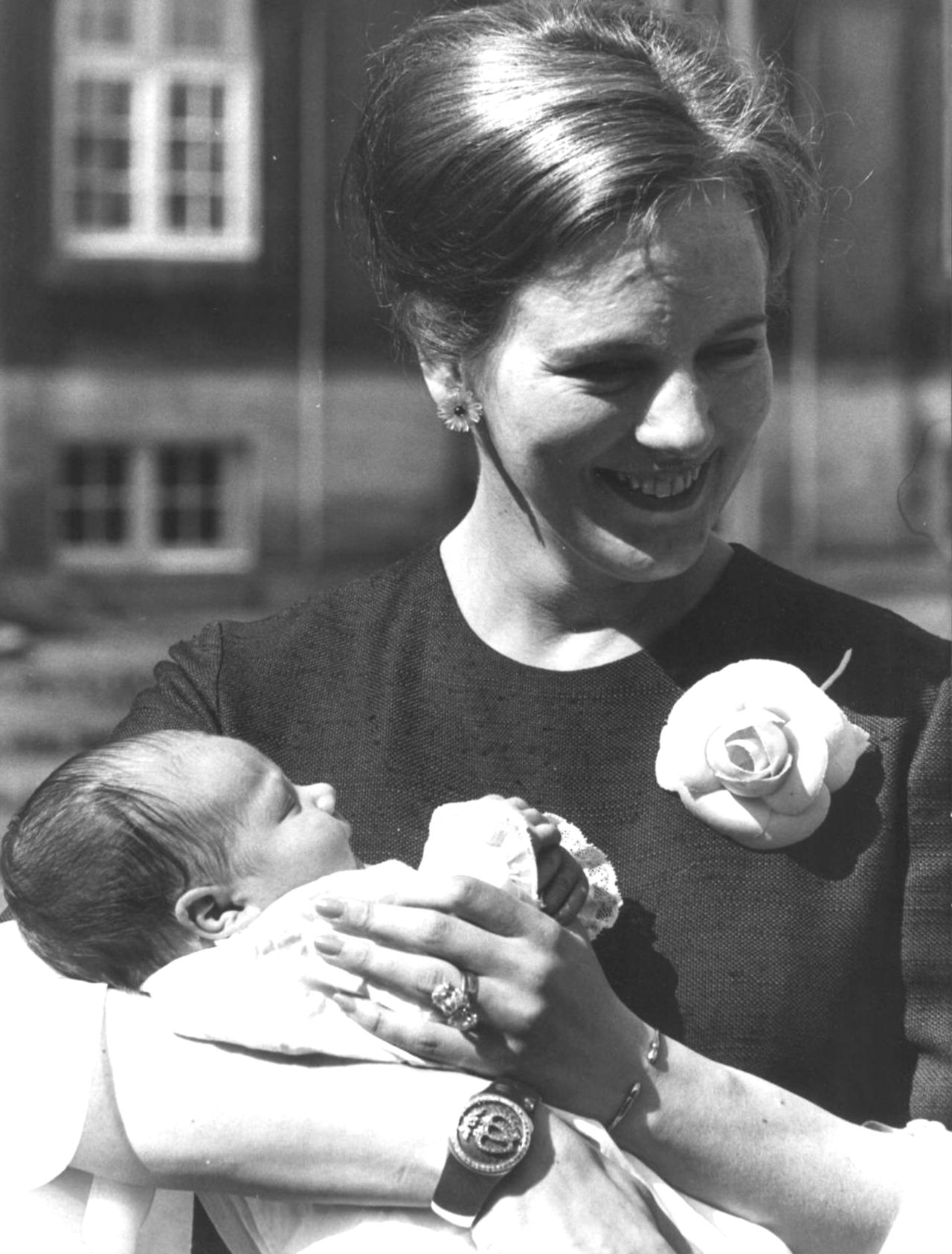
母マルグレーテ王女の腕に抱かれるフレデリク王子

1992年から2年間アメリカ合衆国に留学、ハーバード大学で政治学を専攻。その後3ヶ月間ニューヨーク国際連合本部で、デンマーク国連大使のもとで勤務する。オーフス大学に1年在籍して修学したのち、1998年から1999年まで、パリの駐仏デンマーク大使館で一等書記官として勤務した。2009年から国際オリンピック委員会（IOC）委員を務める。同時に1986年よりデンマーク軍に所属。
2011年6月14日、東日本大震災（東北地方太平洋沖地震）で甚大な被害を受けた宮城県東松島市を慰問し、企業からの義援金を贈った。「子どもの健全育成に役立ててほしい」とのデンマーク政府・王室側の意向を受け、市は同日、「東松島市デンマーク友好子ども基金」を設立した。
2019年10月に妻のメアリー王太子妃と訪日し、今上天皇の即位礼正殿の儀に参列した。
2023年12月31日に、マルグレーテ2世がテレビ演説にて在位52年となる2024年1月14日に退位する意向を表明。
2024年1月14日、クリスチャンスボー城で行われた王位継承式にて母、マルグレーテ2世が退位宣言書に署名したのち、フレデリックが即位文書に署名したことでフレデリック10世（Kong Frederik 10.）として国王に即位した。その後クリスチャンボー城のバルコニーで即位宣言式に臨み、首相メッテ・フレデリクセンにより即位が宣言された。続いて行われた即位演説では、母である女王マルグレーテ2世を傑出した統治者だったと称え、その跡を継ぐ自分は王妃メアリーや家族、そして国民の支えを必要とする国王であると述べた。このあと王妃と4人の子女ら家族が姿を現し、同城前の広場に集まった国民から歓呼を受けた。
2025年4月、日本を公式訪問。公式行事をこなす中で銀座のラーメン店一風堂を訪れた。これは一風堂がデンマーク産豚肉を使用している縁で、立ち寄り先の一つとなったものである。

## 結婚と子女
2000年のシドニーオリンピックの観覧のためオーストラリアを訪問した際、従兄弟で旧ギリシャ王室のニコラオス王子と訪れていたバーでタスマニア州出身の豪州人女性メアリー・ドナルドソンと出会う。その時、彼は「フレッド」と名乗りメアリーには「自分が（デンマークの）王子である」とは言わなかった。1時間ほど談笑した頃に他の人に言われるまで、メアリーは「相手がデンマーク王太子だとは知らなかった」という。
2004年5月14日、メアリー・ドナルドソンと結婚した。
彼女はオーストラリア出身の人物としては初のヨーロッパ王室入りをした女性となった。
メアリー王太子妃との間に以下の子女4人(2男2女)をもうけた。
- 第1子/長男: クリスチャン （2005年10月15日 - ）
- 第2子/長女: イサベラ （2007年4月21日 - ）
- 第3子/次男: ヴィンセント （2011年1月8日 - ）
- 第4子/次女: ヨセフィーネ（2011年1月8日 - ） - ヴィンセントの双子の妹